# Ruff Andor
Ruff Andor (Ikrény-Lesvárpuszta, 1879. május 27. – 1950 november) újságíró, szerkesztő, kiadó.
A Győr megyei Ikrény községhez tartozó Lesvárpusztán született, ahol apja uradalmi gazdatiszt volt. A budapesti egyetem bölcsészeti karán természettudományos tanulmányokat folytatott, de hallgatott történelmi és irodalmi előadásokat is.
Egyetemi évei után Győrött tanított. 1905-ben a Győri Naplónál vállalt hírlapírói állást, 1906-tól pedig e lap felelős szerkesztője lett. 1908 szeptemberében vette át az akkor már hatodik évfolyamába lépett Magyaróvári Hírlapot, amelynek szerkesztője és kiadója lett. 1909-ben a lapvállalat megvette a Ligeti-féle nyomdát, a következő évben pedig a régi Czéh-nyomdát, így az újságot saját műhelyében nyomtatta ki. Ruff az első világháborúban 26 hónapot töltött el frontszolgálaton. 1919-ben a proletárdiktatúra idején lapját papírhiányra hivatkozva betiltották, de az időközben nevét Mosonvármegyére változtató hírlap rövidesen újraindult, és 1945. május 6-áig hűségesen szolgálta Mosonmagyaróvár és környéke lakosságát.
Ruff Andor következetesen tartotta magát a tisztességes újságírás szabályaihoz. Igyekezett érdekes, tartalmában színes újságot szerkeszteni. Segédszerkesztői mellett szinte a város és környéke egész értelmiségét megnyerte közreműködőnek lapjához. Maga is jó tollú újságíró volt. Több országos szakmai egyesületben töltött be vezetői posztokat, és országos folyóiratokban is jelentek meg cikkei. Két verseskötetet jelentetett meg, egy tanulmánykötetet szerkesztett Moson megyéről, s összegyűjtötte és kiadta a táj mondáit, regéit. 1945 után visszavonult a közélettől. 1950 novemberében halt meg Mosonmagyaróváron, síremléke a magyaróvári temetőben van.